# Minolta Maxxum 7000
La Minolta MAXXUM 7000 (7000 AF in Europa e α-7000 in Giappone) fu presentata nel febbraio 1985. Fu la prima macchina fotografica dotata sia di messa a fuoco automatica (AF) integrata che di avanzamento motorizzato della pellicola

## Panoramica
La Minolta 7000 aveva i sensori Af e il dispositivo di messa a fuoco all'interno del corpo macchina, e di conseguenza gli obiettivi potevano essere molto più piccoli ed economici. L'apertura e la messa a fuoco venivano azionate meccanicamente tramite l'innesto dell'obiettivo sul corpo della macchina fotografica. Tuttavia, i pulsanti di fuoco manuale, controllati elettronicamente sul corpo della macchina fotografica, sostituirono l'anello di messa a fuoco meccanico sull'obiettivo. L'involucro metallico delle vecchie fotocamere reflex Minolta è stato sostituito con un corpo più leggero ed economico, realizzato in plastica. Per il resto, offriva la maggior parte delle caratteristiche standard delle altre fotocamere dell'epoca, ad eccezione di una velocità di sincro flash piuttosto bassa (1/125 sec.) e dell'assenza della funzionalità di esposizione multipla.
Minolta introdusse un nuovo innesto per obiettivi, il sistema A-mount, interrompendo la compatibilità con i suoi precedenti obiettivi a fuoco manuale nei sistemi MC e MD. L'innesto dell'obiettivo A è stato utilizzato anche dalla Sony nelle sue reflex, ma sono state apportate alcune modifiche ai contatti elettronici per facilitare nuove funzioni.
Konica e Minolta hanno fuso le loro attività nel settore della fotografia e delle fotocamere nell'ottobre 2003. Nel gennaio 2006 Konica-Minolta annunciò il suo ritiro dal settore delle fotocamere e della fotografia, trasferendo il ramo fotografico a Sony, che da allora ha continuato a sviluppare il sistema A-Mount attraverso le sue reflex nella serie Alpha.

## Autofocus

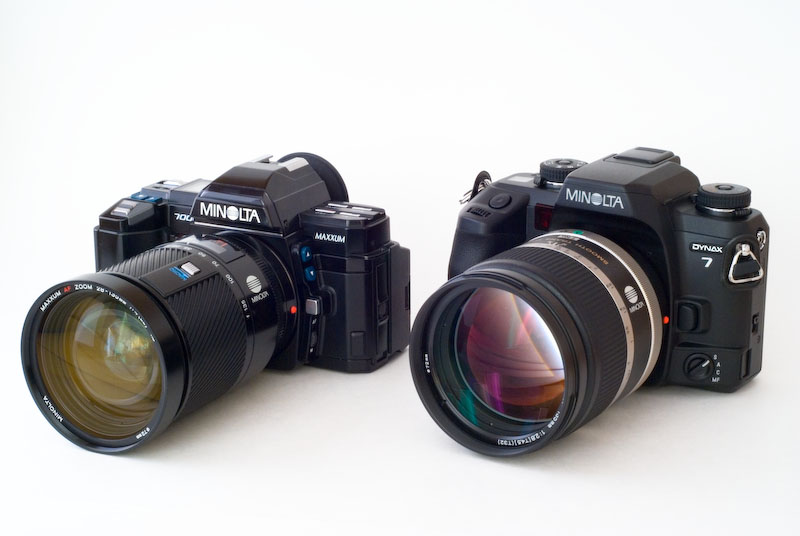
Maxxum 7000 accanto a un Maxxum/Dynax 7

Quando Pentax e Nikon entrarono nel mondo dell'autofocus, entrambe utilizzarono un sistema AF simile a quello di Minolta, ma mantennero la compatibilità rispettivamente con i loro attacchi K e F a messa a fuoco manuale. Anche Canon, come Minolta, ha scelto di cambiare completamente il suo innesto, introducendo qualche anno dopo la serie EOS 600, interrompendo la compatibilità con i precedenti innesti degli obiettivi FL e FD. Il sistema EOS di Canon era l'unico sistema di innesto dell'obiettivo completamente elettronico, senza collegamenti meccanici tra il corpo della fotocamera e l'obiettivo: i motori dell'autofocus erano alloggiati nell'obiettivo stesso, anziché nel corpo della fotocamera.

## Problemi legali

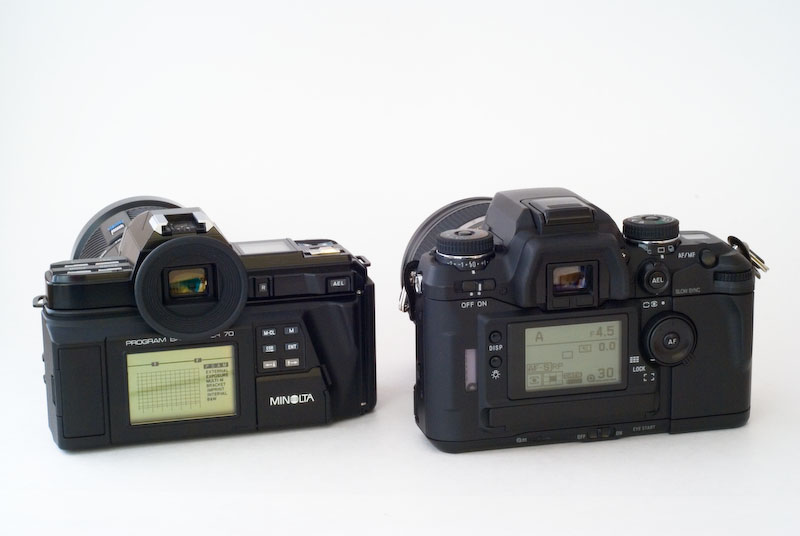
Maxxum 7000 (con "Program back" opzionale) accanto a un Maxxum/Dynax 7

Le prime fotocamere Maxxum 7000 riportavano la scritta "MAXXUM 7000" con una 'XX' barrata. Il colosso petrolifero Exxon ha ritenuto che ciò costituisse una violazione del suo marchio, poiché la XX nel suo logo era simile alla loro. Di conseguenza, alla Minolta fu consentito di distribuire le fotocamere già prodotte, ma fu costretta a modificare lo stile XX della Maxxum e ad implementare questa modifica nella nuova produzione. Tutte le fotocamere Maxxum prodotte da allora in poi avevano una doppia "X" regolarmente scritta. 
Si è scoperto che il sistema di messa a fuoco automatica della Minolta violava i brevetti della Honeywell, una società statunitense. Dopo un lungo contenzioso, nel 1991 alla Minolta fu ordinato di pagare a Honeywell i danni, le sanzioni, le spese processuali e altre spese per un importo finale di 127,6 milioni di dollari.